# يوهي فوكوموتو
يوهي فوكوموتو (باليابانية: 福元 洋平) (12 أبريل 1987 في أويتا في اليابان – )؛ هو لاعب كرة قدم ياباني سابق كان يلعب كمدافع.

## وصلات خارجية
- يوهي فوكوموتو على موقع الاتحاد الدولي (مؤرشف)  (الإنجليزية)
- يوهي فوكوموتو على موقع رابطة كرة القدم اليابانية للمحترفين (اليابانية)
- يوهي فوكوموتو على موقع قاعدة بيانات كرة القدم.إي يو (الإنجليزية)
- يوهي فوكوموتو على موقع Soccerway.com (الإنجليزية)
- يوهي فوكوموتو على موقع عالم كرة القدم.نت (الإنجليزية)
- يوهي فوكوموتو على موقع كووورة